# 公有领域

維基媒體所採用的非正式公有領域符號

創作共用不使用任何條款時所採用的符號，相當於公有領域

公有领域（英語：public domain，有意见认为中文译名应为“公众所有”或“公家”，而非“共有”或“公有”），指在现代知识产权法体系下，由不属于私人或个别人士所有的知识财产要素组成的真正公地，或是不受知识产权保护的思想、作品和知识总汇，包括文章、艺术品、音乐、科学理论、发明等。
公有领域内的知识财产，任何个人或团体都不具所有权益（所有权益通常由版权或专利体现）。这些知识发明属于公有文化遗产，如不考虑有关安全、出口等的法律，任何人可以不受限制地使用并加工它们。

## 名称来源
英国1624年《垄断法》规定专利权保护期限，1709年《安娜女王法令》也规定了版权的保护期限，当专利权和版权的保护期限届满，原来受保护的智慧成果将进入社会公有领域，不再受到法律的保护。随后，法国1791年《著作权法》规定超过著作权保护期限的作品进入公有领域，不能得到法律的保护。1896年5月18日，美国最高法院第一次在知识产权判例中使用“公共领域”。
1886年，《保护文学和艺术作品伯尔尼公约》引入“公有领域”概念，第14条明确规定：“本公约适用于在本公约开始生效时尚未进入公有领域的所有作品。”
保护公有领域是保护社会公众的文化权利。《世界人权宣言》第27条第1款规定：“人人有权自由参加社会的文化生活，享受艺术，并分享科学进步及其产生的福利”。

## 平衡原则
知识产权在法律上的边界不断扩展，需要有一种能够与其对抗的力量加以平衡，潜藏在现存的知识产权法的各种具体公共领域制度设计背后的思想也需要有一种共同的理论武器来加以统一。公有领域适当限制知识产权、平衡知识产权人和社会公众利益的作用。
部分国家的知识产权保护范围不断扩展，打破了公共领域和私有产权保护之间的平衡原则。例如，版权和专利以前被授予各种表达和发明财产权利，但目前出现了保护事实的数据库权利、基因序列、商业模型和软件专利，以及企图利用私有产权保护来封闭公共领域的电子技术措施等。
例如，迪士尼公司1928年创作动画形象米老鼠，该作品于2003年失去版权保护，公众将可以自由使用。为此迪士尼联合其他公司游说美国国会在1998年通过了《著作权期限延长法案》，将公司的版权保护期限从75年延长到95年，从而又将米老鼠作品从公有领域纳入了私人领域。由于增加了20年的著作权保护期限，从1998年到2018年的20年间，美国没有作品进入到公有领域。

## 无法律保护
對於具有創作性的作品，如果沒有现行法律確立其具有財產權地位，或者現行法律將某类作品的保护摒除在外时，这些作品即可認為处于公有领域内；比如，在世界大多数地方，大部分数学公式不是版权和专利的標的物（当然它们在电脑程序中的应用可以申请专利）。同样，在相关法律制定前产生的作品也属于公有领域；比如威廉·莎士比亚和贝多芬的作品，以及阿基米德的发明（但是這些作品的译本可能具有版权），不能得到知識產權的保障。此外，大部分的政府文件(公文、法律文本等)也不受著作權法保护，但是规定必须准确传播与应用。

## 權利期間屆滿

1928年面世的初代米老鼠形象，在作品《汽船威利号》首次亮相，该形象于2024年在美国的著作权届满。

版权（即著作權）和專利僅在法定期間內享受其權利。当此一期間屆滿后，这些作品和发明就进入公有领域。在世界大部分地区，专利有效期为20年。商品注册失效后失去保护。版权问题更复杂些，总体而言，当以下所有条件满足，版权就會失效（这不适用于墨西哥、科特迪瓦、哥伦比亚、危地马拉、宏都拉斯、萨摩亚和聖文森及格瑞那丁）。
- 该作品创作与首次发表时间比当前年份的1月1日早95年，即早于1930年1月1日。
- 作者（集体创作则计算最后一个死亡的作者）的死亡日期比当前年份的1月1日早70年。
- 保护文学和艺术作品伯恩公约（Berne Convention）的签约国未给予该作品永久版权保护。
- 从这些条件最后更新起，美国与欧盟都没有通过法律延长版权期。（这条必须考虑，因为前面几条中的具体数字都由当时的法律状况而定。）

以上条件基于美国与欧盟版权法的共有部分，大部分伯尔尼公约签约国也承认它们。注意在美国传统中，即使延长版权期，也不会将已进入公有领域的产品再次赋予版权。而欧洲传统却可以，因为欧盟版权协调指示基于德国的版权期，而德国版权期已延长至作者寿命加70年。另外，美国政府部门的作品从产生那时起就属于公有领域。
英国政府作品受到皇家版权或议会版权限制。皇家版权作品在发表后50年进入公有领域。但如果该作品是作者提交给皇家的，版权期仍然为作者寿命加上70年。未发表的皇家版权文件在产生后125年进入公有领域。这一法规取消了传统普通法赋予未发表作品的永久版权，但同时也规定：在该法规生效前产生的未发表作品最早也要在其生效后50年才进入公有领域。该法规于1989年8月1日生效，故而2039年以前任何未发表作品都无法进入公有领域。议会版权文件在发表50年后的年底进入公有领域。在某些条件下，对于某些政府作品，可以不予考虑皇家版权。
以上数字反映了美国与欧盟最近一次的版权延期。加拿大和澳大利亚并没有通过类似的20年延期。所以，它们的版权时效仍为作者寿命加上50年。这就使得米老鼠这个角色，以及《小飞侠》等作品在两国都进入了公有领域。
像其它大部分英联邦国家一样，加拿大和澳大利亚在政府作品版权方面向英国看齐。两国都有皇家版权，时效为发表后50年。新西兰也有皇家版权，时效长得多，是发表后100年。爱尔兰也有一个50年的政府作品版权期，但因为它已非君主制国家，所以不称皇家版权。印度政府的作品版权期为发表后60年，而其余版权是作者寿命加60年。
发明专利过期的例子有爱迪生的发明。作品版权过期的例子有卡洛·科洛迪（Carlo Collodi）的作品和马克·吐温的大部分作品。作品受永久版权保护的例子有巴里（J. M. Barrie）的《小飞侠》，这由英国政府赋予，只在英国境内生效。其余作品，如迪士尼公司在法律上并不受永久版权保护，因为美国宪法规定版权必须有个限期。但这个限期延长了好几次，使得保护期越来越久。另一方面，迪士尼透過「再創作」持續占有名下卡通人物的版權，例如：將米老鼠的眼睛從黑色豆子變成具有眼白及瞳孔等，這麼做並不是延長原本（舊米奇老鼠造型）的版權，而是取得了新（新米奇老鼠造型）的版權。
在台灣，著作權法賦予著作財產權與著作人格權。著作財產權於死亡後50年的年底消滅，但著作人格權永遠存在。
在中国大陆，中华人民共和国著作权法规定，著作权包括财产权和人身权两大类，作品的发表权和财产权的保护期为作者终生及其死亡后50年，截止于作者死亡后第50年的12月31日。从第51年的1月1日起，这类作品就进入了公有领域，俗称“公版”作品。但是作者的署名权、修改权、保护作品完整权等人身权是没有期限限制的，永远受到保护。

## 放弃权益
过去在一些国家，作者必須滿足法律規定的特定條件後才能取得對該著作的專有權利（要式性），比如過去在美国，一件作品如未經登記且未附有版权声明，便属于公有领域。现在情况已非如此。在版權法的領域中，要式性已經被取消，任何作品在完成後作者即立刻擁有對該著作的專有權利，除非作者明白地放棄權利，否則仍應視為作者默視地持續主張其版权法下的專有權利。而版权法一般也不提供特殊手段来放弃版权使得它们能进入公有领域。（在美国，1990年电脑软件租借修正法案在国会图书馆为公有领域电脑程序提供了一个注册机制。但这仍然没有解释某一作品是否该进入公有领域。）
版权持有者可以公开放弃作品的所有权益，允许其进入公有领域。持有者需出具放弃权益的许可证。合适的许可证会取消版权法禁止的任何行为。
就专利而言，在申请前如发表其技术细节，一般会导致该专利进入公有领域，也使得其余人无法申请。比如某刊物发表了一个数学公式，在申请软件专利时，此公式就无法作为该专利的核心内容。但也有例外，在美国（非欧洲）法律当中，发明者可以在发表其发明后一年内具有专利权（当然，如果其它人发表在先则无效。）

## 无资格
法律可能判定某些种类的作品与发明不具有垄断资格。此类作品发表后即处于公有领域中。比如美国版权法规定：所有美国政府作品属于公有领域；专利申请书属于公有领域，这是给予专利的一项条件。专利法不保护明显模仿前案（Prior Art）的发明。德国在一战后签订的协议规定，阿司匹林、海洛因等商标在许多地区都属于公有领域。
不過在法律條文中是否有版權則需要按各地法律，基於法律條文是不具競爭力及其財產權地位。例如美國以及眾多國家認為沒有競爭力等符合專利條件，故被視為公有領域，例如台灣的「不得為著作權之標的」字句，但英國以及英聯邦國家的司法體系認為法律條文需要有政府與立法者和民眾的精神權利，故適用於政府版權，但會採用開放授權的政策，例如香港的電子法律網站設有非商業許可的授權條款，英國亦設有Open Government License授權條款等。

## 许可证
注意：许多作品本身不处于公有领域之内，但是其版权所有者选择不执行这些权利，或者将某些子权利给予公众。
自由软件基金會（Free Software Foundation）编写了许多受版权保护的软件，然后以称为Copyleft的许可证来允许公众自由使用，该许可证只限制了所有权再分配。维基百科的做法也大致相同，它基于GNU自由文档许可证（the GNU Free Documentation License）。有时在口语中，人们会错误地称这些作品处于公有领域。
还要注意：虽然某些作品（尤其是音乐作品）属于公有领域，美国法律认为：对这些作品的文字实录和演出是衍生作品，具有潜在的版权。

## 公有领域与互联网
从历史上看，由于对“公有领域”法律定义的误解，会造成许多版权与其它许可书纠纷。绝大多数纠纷不外以下两类：
1. 公司机构，它们可以投入雇员，通过谈判和司法系统解决法律纠纷。
2. 个人与组织对于合理使用条款下材料的使用，该条款减少了政府和机构用于寻找违反版权者所投入的资源。

互联网兴起后，任何人都能在这个世界网络上自由发布已受版权保护的材料。这培养了一个错误但顽固的想法：如果某作品可以免费在网上获得，它就属于公有领域。一旦这些材料在网上发布，它们就可能被免费复制几千几万次。
这些因素加深了一个错误观念：“免费”即意味着“公有领域”。支持该观点的人会说互联网是对公众开放的领域，并没被任何个人、公司或政府控制，所以网上的任何资源都属于公有领域。该观点看似有理，其实忽略了一个事实：许可权利是独立于分配方式和消费者获得方式之外的（如果某人给了你赃物，不管你是否知道，它还是赃物）。误认为“信息免费”而违反版权已成为某些行业关注的焦点，这些行业的金融架构就基于对媒体的控制上。虽然这些机构在法律上没有过错，但公众对于他们的支持已大大减弱。人们认为它们几十年来通过掌控持牌媒体进行价格欺诈。讽刺的是，很多创作者，比如作家和音乐家在这件事上分为两个阵营，因为一方面他们嫌媒体给的报酬太低，另一方面他们又怕媒体收益降低，更影响了报酬。
事情更有复杂之处：只在互联网上发布作品的现象已相当普遍。根据美国法律，作者的原创作品即使没有附带正式版权声明，也受版权保护。但通过这一法律时，数字媒体尚未出现，要复制媒介材料并不容易。再加上今天已经很难判断电子作品的哪些部分是原创的，这点当时的立法者也无法想象。理论上说，任何互联网的发布材料（比如博客和电子邮件）都受到版权保护，除非有明确放弃保护的条款。（许多人试图将其发布材料的一切所有权和加工权给予用户，但潜在的版权冲突仍然不可忽视。）有不少传统的确认原创的方式，比如自己给自己寄一封信，信中含有作品，信上有带日期的邮戳，而该日期在作品发表前。此类方法对于互联网已不适用。

## 事例
1. 《中华人民共和国著作权法》规定，著作权/版权不适用于以下领域：法律、法规，国家机关的决议、决定、命令和其他具有立法、行政、司法性质的文件，及其官方正式译文；时事新闻；历法、通用数表、通用表格和公式。
2. 《中華民國憲法》過去與現在的相關條文，依據著作權法不得作為著作權之標的。
3. 日本法令（法律、法规、国家机关的决议、决定、命令和其他具有立法、行政、司法性质的文件），或者其官方正式译文，依据日本《著作权法》第13条，不得为著作权之标的。
4. 所有美国政府部门作品属于公有领域。美國聯邦政府官方運營的電台廣播和電視機構美國之音提供的作品（但不包括其轉載其他媒體的作品），其在全世界都屬於公有領域。
5. 青空文库，由日本人富田倫生在網際網路上所建立的網上數位圖書館。
6. 维基文库，是美國维基媒体基金会旗下维基百科的一個姊妹计划，主要存放各种遵循GNU自由文档协议证书的文档以及兼容这个协议的原始文档，还有公有领域、无版权或者版权已经过期的原始文献，例如古代的诗歌、文章、法律文本等等。
7. 公共領域的DVD（日语：パブリックドメインDVD）。

### 例外
1. 來自美聯社、法新社等處的作品，它們不屬於公有領域。